# Thomas Feichtinger
Thomas Feichtinger (* 1946 in Salzburg) ist ein österreichischer Sachbuchautor.

## Leben
Feichtinger war Lehrer mit 4 verschiedenen Lehramtsprüfungen und wurde wegen einer schweren Krankheit, die 1983 erstmals auftrat, 1990 frühpensioniert.
Nach Lehrgängen in der Mineralstofflehre nach Dr. Schüßler und der damit eng verknüpften Antlitzanalyse nach Kurt Hickethier absolvierte er eine Ausbildung in Gestalttherapie und in Existenzanalyse und Logotherapie nach Viktor E. Frankl.
Heute arbeitet er in der Erwachsenenbildung und in der Einzelberatung: Vortragstätigkeit im In- und Ausland – Ausbildungslehrgänge in der Biochemie nach Dr. Schüßler und Antlitzanalyse und Persönlichkeitsbildung. Er ist Buchautor im Haug Verlag, im Trias Verlag und FST Verlag mit über 25 Büchern in der Biochemie nach Dr. Schüßler. Er ist Vorsitzender und Ausbildungsleiter der Gesellschaft für Biochemie nach Dr. Schüßler und Antlitzanalyse.

## Werke (Auswahl)
- mit Susana Niedan-Feichtinger, Elisabeth Mandl: Handbuch der Biochemie nach Dr. Schüßler. Grundlagen, Materia medica, Repertorium. Karl F. Haug Verlag, Heidelberg 1999, ISBN 978-3-7760-1762-5
- mit Susana Niedan-Feichtinger: Schüßler-Salze für Frauen : die richtigen Mineralstoffe für den weiblichen Körper: so fühlen Sie sich wohl in jeder Lebensphase. Haug, Heidelberg 2000, ISBN 978-3-8304-2043-9
- mit Susana Niedan-Feichtinger: Praxis der Biochemie nach Dr. Schüßler. Karl F. Haug Verlag, Heidelberg 2010, ISBN 978-3-8304-7288-9
- mit Susana Niedan-Feichtinger: Gesund durchs Jahr mit Schüßler-Salzen: für jeden Monat die richtigen Mineralstoffe ; so wenden Sie die Salze selbst an. Haug, Heidelberg 2000, ISBN 978-3-8304-2029-3
- mit Susana Niedan-Feichtinger: Schüßler-Salze für Ihr Kind: die richtigen Mineralstoffe: so sichern Sie die gesunde Entwicklung vom Säuglingsalter bis zur Pubertät. Haug, Heidelberg 2001, ISBN 978-3-8304-7090-8
- mit Susana Niedan-Feichtinger: Antlitzanalyse in der Biochemie nach Dr. Schüßler. Der Bildatlas. Karl F. Haug Verlag, Stuttgart 2011, ISBN 978-3-8304-7363-3
- Psychosomatik in der Biochemie nach Dr. Schüßler. Karl F. Haug Verlag, Stuttgart 2003, ISBN 978-3-8304-7160-8
- mit Susana Niedan-Feichtinger: Schüßler für Körper und Seele: so finden Sie die passenden Mineralstoffe für Ihre persönliche Situation, wie Sie individuell vorbeugen und erfolgreich behandeln, für ein interessantes und spannendes Leben. Haug, Stuttgart 2004, ISBN 978-3-8304-2168-9
- mit Susana Niedan-Feichtinger: Schüßler-Beauty: strahlend schön und gepflegt von Kopf bis Fuß. Haug, Stuttgart 2004, ISBN 978-3-8304-2169-6
- mit Susana Niedan-Feichtinger: Schüßler-Salze und Ernährung: so bringen Sie Ihren Stoffwechsel auf Trab, reichern Ihre Ernährung an und fühlen sich rundum wohl. Haug, Stuttgart 2005, ISBN 978-3-8304-2179-5
- mit Susana Niedan-Feichtinger: und Eva Schönfeld: Schüßler-Salze und mein Hund : für ein gesundes und vitales Hundeleben. FST-Verlag, Zell am See 2008, ISBN 978-3-9502148-3-3